# Scarabaeus xavieri
Scarabaeus xavieri är en skalbaggsart som beskrevs av Ferreira 1968. Scarabaeus xavieri ingår i släktet Scarabaeus och familjen bladhorningar. Inga underarter finns listade i Catalogue of Life.